# عملية الوطني المخلص
تُجرى عمليات دعم الحدود حالياً، والتي كانت تعرف سابقاً باسم "عملية الوطني المخلص"، كعملية نشر محلية واحتياطي مدني من قبل وزارة الدفاع الأمريكية عند الحدود بين المكسيك والولايات المتحدة. وفقاً لقيادة الشمال الأمريكية، يتم تنفيذ العملية لمنع احتمال عبور المهاجرين من أمريكا الوسطى عبر الحدود. كما يتم تعزيز العملية الحالية للحرس الوطني، وهي عملية "حارس الحدود".

## الخلفية

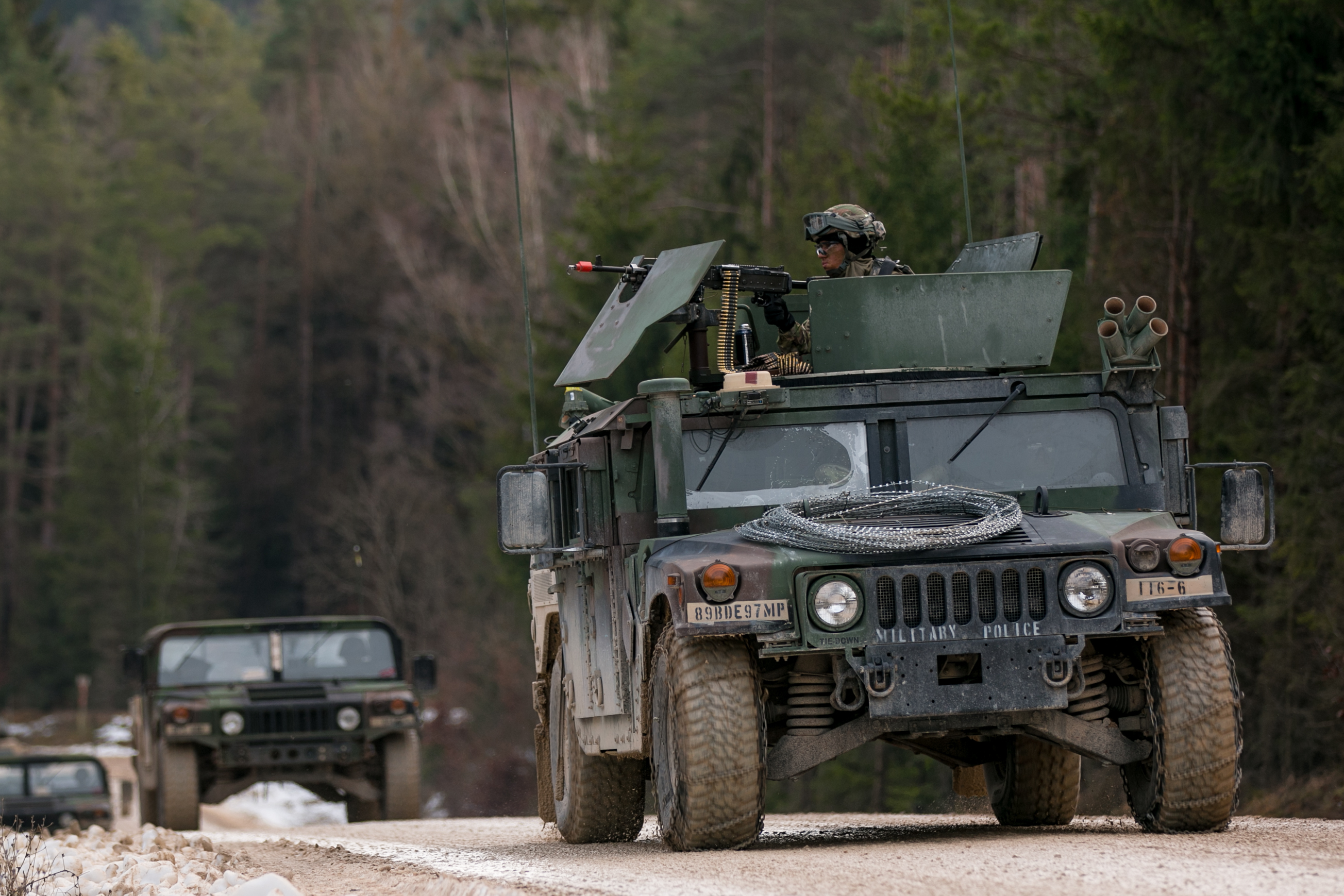
تشمل الوحدات المشاركة في عمليات دعم الحدود عناصر من اللواء 89 للشرطة العسكرية التابع للجيش الأمريكي والذي تم تصويره هنا في يناير 2018.

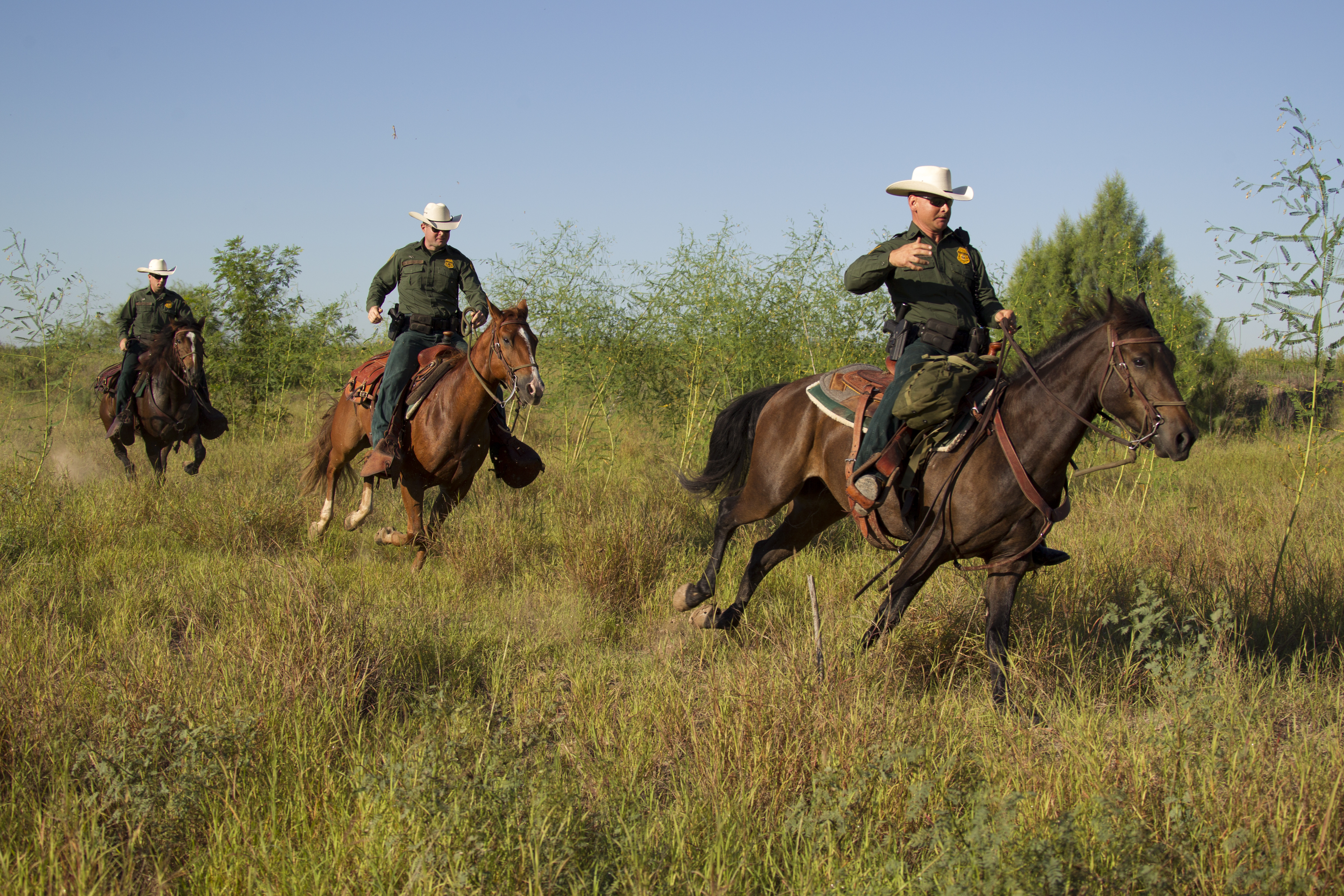
وستقوم الوحدات المشاركة بتقديم المساعدة لحرس الحدود الأمريكي.

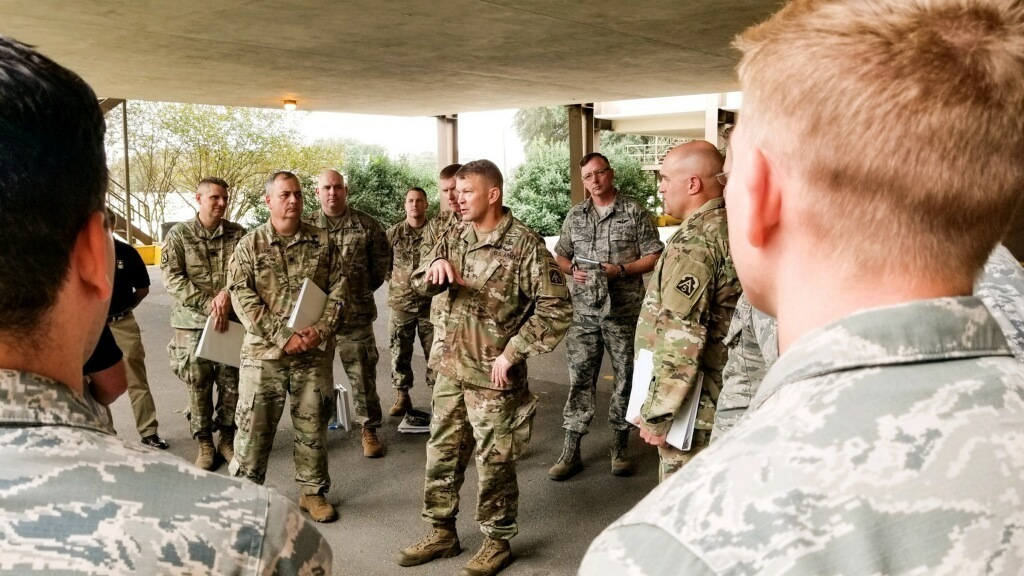
يتحدث الفريق جيفري بوكانان، قائد المنطقة الشمالية بالجيش الأمريكي، مع أفراد تم نشرهم في تكساس كجزء من عمليات دعم الحدود في 31 أكتوبر 2018.

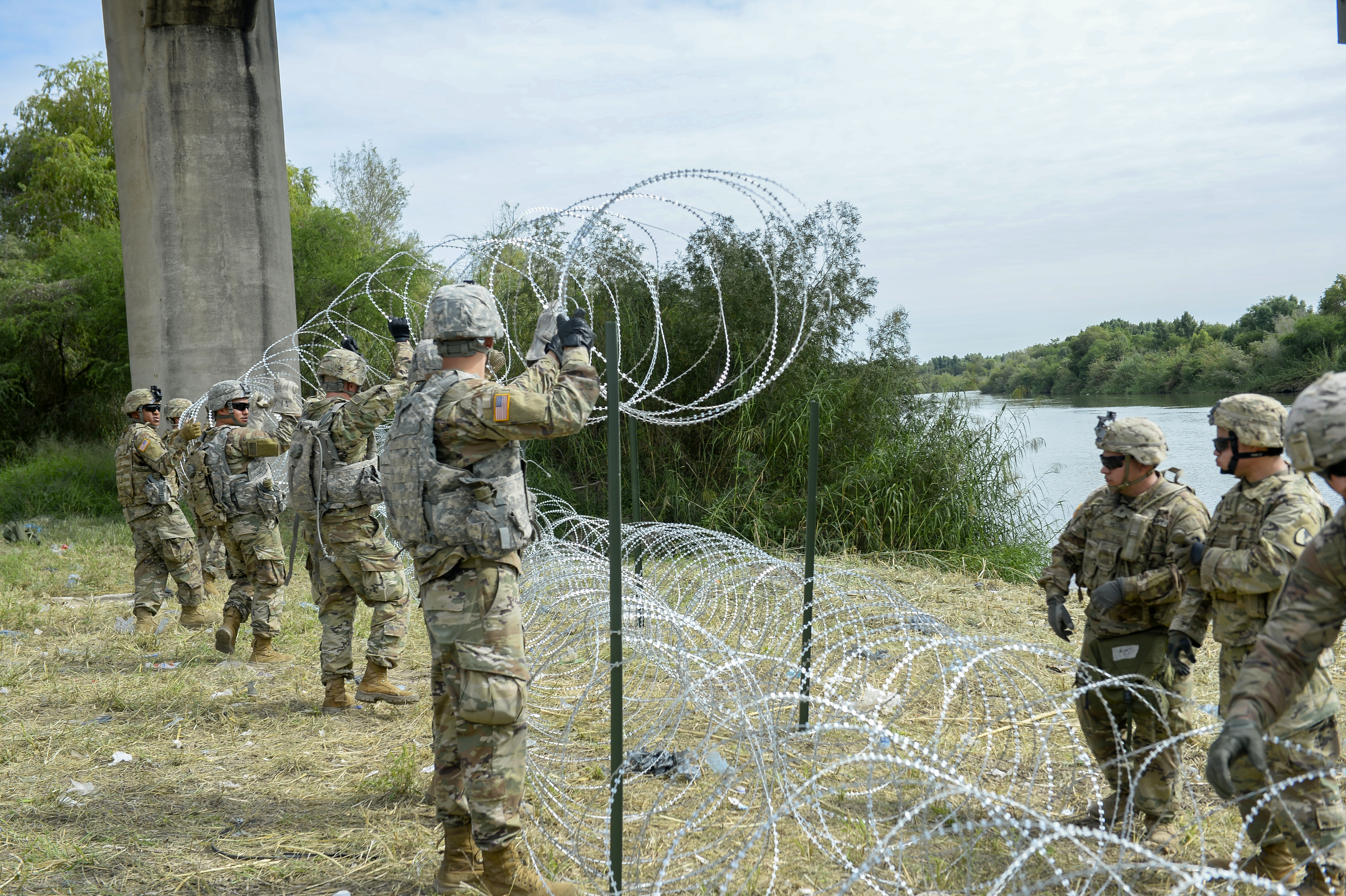
جنود أمريكيون ينصبون سلكا دفاعيا على ضفاف نهر ريو غراندي بالقرب من هيدالغو، تكساس، في 2 نوفمبر/تشرين الثاني 2018.

في أوائل أكتوبر 2018، فرَّ عدة آلاف من الأشخاص من عنف العصابات في مثلث شمالي أمريكا الوسطى (NTCA) في رحلة برية نحو الشمال في ثلاث مجموعات منفصلة أطلق عليهم إعلامياً "القوافل". وفقاً لبعض الأشخاص في القوافل، كان هدفهم عبور المكسيك ومن ثم الوصول إلى الحدود الأمريكية. استجابةً للهجرة شمالاً، وبحسب ما أفادت به مجلة نيوزويك، اتخذ الرئيس الأمريكي دونالد ترامب في النهاية قراراً بتبني موقف حازم ضد الهجرة غير الشرعية على الحدود المكسيكية.

## الخط الزمني
في أبريل 2018، أمر الرئيس دونالد ترامب بعملية دعم الحراسة، التي تتكون من قوات الحرس الوطني التي ساهمت بها الولايات طواعية، لمساعدة دورية الحدود الأمريكية في جهود أمن الحدود المستمرة.
في أكتوبر 2018، تم إطلاق ما كان يُعرف حينها باسم عملية "الوفاء للوطن" لتقديم الدعم العسكري الأمريكي إلى إدارة الجمارك وحماية الحدود الأمريكية (CBP) في مواجهة القوافل التي كانت تقترب من الحدود الجنوبية الغربية للولايات المتحدة. أمر الرئيس ترامب بتنفيذ العملية في 26 أكتوبر 2018، ووقع وزير الدفاع الأمريكي جيم ماتيس تفويض الانتشار في وقت لاحق من ذلك اليوم.
وفقًا للجنرال تيرينس ج. أوشاغنيسي من القيادة الشمالية للولايات المتحدة، تشمل العملية نشر القوات الفيدرالية "لتعزيز الحدود الجنوبية" ودعم قوات الحرس الوطني التي كانت بالفعل تشارك في مساعدة سلطات الجمارك وحماية الحدود على الحدود الجنوبية الغربية للولايات المتحدة.
بحلول 29 أكتوبر 2018، تم نشر حوالي 800 جندي من الحملة الأولى، حيث أكدت السلطات العسكرية أن البقية ستصل بحلول نهاية تلك الأسبوع. ووفقًا لمصدر لم يُذكر اسمه، أفادت محطة KQED-FM بأن القوات كانت تُنقل إلى مناطق التجميع في كاليفورنيا وتكساس وأريزونا، ومن هناك ستستجيب لطلبات تموضع قوات الجمارك وحماية الحدود (CBP). بالإضافة إلى ذلك، تضمنت العملية توفير معدات مكافحة الشغب المملوكة للجيش الأمريكي إلى قوات الجمارك وحماية الحدود.
في 7 نوفمبر 2018، أعلنت وزارة الدفاع الأمريكية أن اسم عملية "فايثفول باتريوت" لم يعد قيد الاستخدام. بدلاً من ذلك، سيتم الإشارة إلى نشر القوات الحالي ببساطة باسم "دعم الحدود". أمر وزير الدفاع جيم ماتيس بتغيير الاسم في اليوم السابق لأن الاسم الأصلي كان يحمل "دلالات سياسية". وصل معظم الجنود إلى ولاية تكساس التي تبعد مئات الأميال عن قوافل المهاجرين التي كانت تصل إلى تيخوانا.
وفقًا لقانون "بوسي كوميتيتاس" لعام 1878، يُمنع الجنود الفيدراليون من أداء مهام إنفاذ القانون. أثناء أنشطة دعم الحدود، لا يُسمح لهم بتوقيف المهاجرين أو مصادرة المخدرات. ومع ذلك، فقد قدموا المساعدة لدوريات الحدود من خلال صيانة المركبات. كما شملت المهام الأخرى استخدام الطائرات العسكرية لنقل عملاء دوريات الحدود إلى ومن المواقع على طول الحدود الأمريكية-المكسيكية وتشغيل الرافعات لتركيب ألواح معدنية عالية. كما قاموا أيضًا بتمديد الأسلاك الشائكة ولفها حول الحواجز لتقوية الحدود.
في 31 يناير 2019، أعلن وزير الدفاع بالوكالة باتريك شانهان أنه سيتم نشر المزيد من القوات، ومن المحتمل أن يكون العدد عدة آلاف، على الحدود. تم توسيع النشر ليشمل حوالي 6000 جندي، من مشاة البحرية، والجيش، والقوات الجوية، والبحرية، وتم تمديد إقامتهم حتى سبتمبر 2019. بحلول شهر مارس، كان يتم إعداد خطة لطلب المزيد من القوات الفيدرالية من وزارة الدفاع للمساعدة في معالجة المهاجرين، والنقل، والرعاية الطبية في المناطق ذات العبور العالي. تشمل الخطة الأولية استخدام أراضي وزارة الدفاع لإيواء المهاجرين في مواقع الاحتجاز.
في 23 مارس 2020، وعلى الرغم من جائحة كوفيد-19 في الولايات المتحدة وحول العالم، صرح المقدم كريس ميتشل بأن وزارة الدفاع "لا تخطط لسحب الوحدات من الحدود استجابةً لفيروس كورونا"، وأكدت وزارة الدفاع أن القوات على الحدود مُصرح لها بالبقاء هناك حتى 30 سبتمبر 2020.

## وحدات الجيش المخصصة
ابتداءً من 29 أكتوبر 2018، لم يتم نشر قائمة كاملة للوحدات المشاركة في عمليات دعم الحدود، ولكن تم التأكيد أن القوات المُفَعّلة تشمل الشرطة العسكرية، بالإضافة إلى وحدات الطيران القتالي، ومهندسي القتال، والوحدات الطبية، والشؤون المدنية، التي يبلغ عددها حوالي 5,000 جندي أمريكي و 2,000 جندي من الحرس الوطني الذين تم نشرهم بالفعل كجزء من عملية دعم الحرس الوطني الحالية. كما تم وضع قوة احتياطية مكونة من 7,000 جندي إضافي في "حالة تأهب لمدة 24 ساعة" لتعزيز الحدود إذا تبين أن القوات الموجودة غير كافية.

### أفراد الجيش النشطون
```
الكتيبة السابعة لدعم المهندسين من فوج المشاة الأول
```

سرية دعم فصيل النقل البري المحدودة
- اللواء الثالث، الفرقة المحمولة جواً 101 (راكاسان)

#### الكتيبة الهندسية الأولى
- سرية المهندسين 41 [22]

#### لواء الشرطة العسكرية السادس عشر
- كتيبة الشرطة العسكرية رقم 503 ABN،

- سرية الشرطة العسكرية رقم 65 - سرية الشرطة العسكرية رقم 108
- كتيبة الشرطة العسكرية رقم 91

-سرية الشرطة العسكرية رقم 563
- لواء الشرطة العسكرية رقم 42

-سرية الشرطة العسكرية رقم 66 

#### لواء المهندسين 36
- الكتيبة الهندسية 62 [24]

#### لواء الشرطة العسكرية رقم 89
- المقر الرئيسي والشركة الرئيسية [25]

- سرية الشرطة العسكرية رقم 287
- سرية الشرطة العسكرية 212
- سرية الشرطة العسكرية رقم 591
- سرية الشرطة العسكرية رقم 977

#### كتيبة الإشارة الاستكشافية 63
- سرية تشارلي [26]

#### لواء الطيران القتالي الثالث (مطار جيش هنتر)
الكتيبة الثانية، لواء الطيران القتالي 82، فورت براج، نورث كارولينا، شركات الهجوم الجوي ألفا/تشارلي، شركة د، دعم صيانة الطيران، الكتيبة الثانية، الدعم العام برافو
فريق القتال للواء الثالث، الفرقة المحمولة جواً 101

#### السرب الثالث، فوج الفرسان 89
فرقة الدعم الأمامية HHT A فرقة B فرقة D

### الحرس الوطني
العملية الحالية التي يتم تعزيزها هي عملية "دعم الحارس" التابعة للحرس الوطني. تعمل مهمة الحرس الوطني في أربع فرق مهام: فرقة المهام أنزيو، فرقة المهام ساليرنو، فرقة المهام المدافع، وفرقة المهام الجوية. وقد ساهمت وحدات الحرس الوطني من ولايات أريزونا وتكساس وكارولاينا الجنوبية وأوكلاهوما وجورجيا وميسوري وألاباما وفلوريدا وميزيسيبي في العملية. كانت ولاية فيرجينيا، التي كانت من المساهمين الأوائل في العملية، قد سحبت قواتها في يونيو 2018 بناءً على أمر الحاكم رالف نورثام.
- كتيبة الهجوم الجوي الثانية ألفا/برافو

#### فريق قتال اللواء المشاة 72 (تكساس)
- كتيبة دعم اللواء 536 [28] (عناصر)

#### الفوج الجوي 114 (ميسيسيبي)
- كتيبة طيران الأمن والدعم الأولى [29] (عناصر)

#### فوج المدفعية الميدانية 133 (تكساس)
- كتيبة المدفعية الميدانية الثالثة [30] (عناصر)

#### الفوج الجوي 151 (كارولاينا الجنوبية)
- كتيبة طيران الأمن والدعم الثانية [31] (عناصر)

## ميدالية الخدمة
سيتم منح ميدالية الخدمة للقوات المسلحة للجنود الذين يتم نشرهم على الحدود. يمكن منح ميدالية AFSM لأعضاء الخدمة الذين شاركوا، كأعضاء في وحدات عسكرية أمريكية، في عملية عسكرية أمريكية محددة تعتبر نشاطًا مهمًا ولم يواجهوا أي معارضة مسلحة أجنبية أو عمل عدائي وشيك.